# Stephanie D'Hose
Stephanie D'Hose (nascida em 1 de junho de 1981) é uma política belga que é presidente do Senado desde outubro de 2020.

## Infância e educação
D'Hose nasceu em Roeselare no dia 1 de junho de 1981. Os seus pais trabalhavam por conta própria. Ela tem uma licenciatura em ciências políticas pela Universidade de Ghent.

## Carreira
D'Hose é assistente parlamentar desde 2009 e é secretária privada adjunto de Sven Gatz.
Ela é vereadora em Ghent desde 2013 e foi eleita para o Parlamento Flamengo em maio de 2019.
D'Hose foi nomeada para o Parlamento Federal Belga pela Open VLD em julho de 2019, e delegada ao Senado. Na divisão de poderes dentro do governo Alexander De Croo, o Open VLD recebeu a presidência do Senado em outubro de 2020, e D'Hose foi nomeada para esse papel. Aos 39 anos, ela tornou-se a pessoa mais jovem a ocupar o cargo. Mais tarde naquele mês, ela ficou gravemente doente com uma infecção no sangue e ficou confinada a uma cama.

## Vida pessoal
D'Hose é vegetariana. Ela mora com o seu parceiro Diederik Pauwelijn.